# Ron (India)
Ron es una ciudad de la India en el distrito de Gadag, estado de Karnataka.
De relevancia histórica, la ciudad se denominaba antiguamente Dronapur. Se cree que sus templos fueron construidos por el anciano arquitecto y monje guerrero Dronacharya.

## Geografía
Se encuentra a una altitud de 577 m s. n. m. a 414 km de la capital estatal, Bangalore, en la zona horaria UTC +5:30.

## Demografía
Según estimación 2011 contaba con una población de 24 198 habitantes.